# 푸도라
푸도라(Foodora)는 독일의 음식 배달 회사다. 독일 뮌헨에서 설립되었으며 오스트리아, 스웨덴, 노르웨이, 핀란드, 헝가리, 체코에서 운영되고 있다.

## 역사
푸도라는 2014년 2월 뮌헨에서 볼로라는 이름으로 설립되었다. 2015년 4월 로켓 인터넷이 이 회사 대부분을 인수했을 때 베를린으로 이전했다. 2015년 6월에는 푸도라 브랜드로 운영되는 식품 배달 서비스 허리어(캐나다), 서퍼타임(오스트레일리아), 하임슈메커(오스트리아)도 인수했다. 2015년 9월에는 딜리버리히어로가 로켓 인터넷으로부터 푸도라를 인수했다. 그 후 푸도라는 딜리버리히어로의 고급 식품 배달 브랜드인 어번 테이스트와 합병되어 푸도라라는 이름이 되었다.